# Nicole Büchler
Nicole Büchler (Macolin, 17 dicembre 1983) è un'astista ed ex ginnasta svizzera, detentrice dei record nazionali della specialità.

## Biografia
Nel 1999, Büchler ha preso parte all'età di 15 anni ai Mondiali di ginnastica ritmica di Osaka. Non è riuscita a strappare in quest'occasione il pass olimpico per poter partecipare ai Giochi olimpici di Sydney 2000.
A causa di un infortunio alla schiena decide di cambiare completamente sport ed avvicinarsi all'atletica leggera, dedicandosi al salto con l'asta, gareggiando nei primi eventi nazionali a partire dal 2004.

Nel 2005, debutta internazionalmente prendendo parte sia agli Europei under 23 sia alle Universiadi di Smirne. Due anni dopo, nel 2007, conquista la prima medaglia internazionale nella successiva edizione delle Universiadi di Bangkok. L'anno seguente partecipa alla sua prima edizione dei Giochi olimpici a Pechino 2008 e nel 2009 ai suoi primi Mondiali di Berlino. Inoltre, ha vinto 11 titoli nazionali tra outdoor e indoor.

## Record nazionali
- Salto con l'asta: 4,78 m ( Doha, 6 maggio 2016)
- Salto con l'asta (indoor): 4,80 m ( Portland, 17 marzo 2016)

## Palmarès
| Anno | Manifestazione   | Sede           | Evento           | Risultato | Prestazione | Note                                     |
| ---- | ---------------- | -------------- | ---------------- | --------- | ----------- | ---------------------------------------- |
| 2005 | Europei under 23 | Erfurt         | Salto con l'asta | 12ª       | 3,80 m      |                                          |
| 2005 | Universiadi      | Smirne         | Salto con l'asta | 18ª       | 3,80 m      |                                          |
| 2007 | Universiadi      | Bangkok        | Salto con l'asta | Bronzo    | 4,35 m      |                                          |
| 2008 | Giochi olimpici  | Pechino        | Salto con l'asta | 22ª (q)   | 4,30 m      |                                          |
| 2009 | Europei indoor   | Torino         | Salto con l'asta | 15ª (q)   | 4,25 m      |                                          |
| 2009 | Universiadi      | Belgrado       | Salto con l'asta | Argento   | 4,50 m      |                                          |
| 2009 | Mondiali         | Berlino        | Salto con l'asta | 14ª (q)   | 4,50 m      | Record nazionale                         |
| 2011 | Mondiali         | Taegu          | Salto con l'asta | 16ª (q)   | 4,50 m      |                                          |
| 2012 | Mondiali indoor  | Istanbul       | Salto con l'asta | 8ª        | 4,55 m      |                                          |
| 2012 | Europei          | Helsinki       | Salto con l'asta | nm        | nm          |                                          |
| 2012 | Giochi olimpici  | Londra         | Salto con l'asta | 25ª (q)   | 4,25 m      |                                          |
| 2013 | Mondiali         | Mosca          | Salto con l'asta | 15ª (q)   | 4,45 m      |                                          |
| 2014 | Europei          | Zurigo         | Salto con l'asta | 17ª (q)   | 4,25 m      |                                          |
| 2015 | Europei indoor   | Praga          | Salto con l'asta | 11ª (q)   | 4,45 m      |                                          |
| 2015 | Mondiali         | Pechino        | Salto con l'asta | 17ª (q)   | 4,45 m      |                                          |
| 2016 | Mondiali indoor  | Portland       | Salto con l'asta | 4ª        | 4,80 m      | Record nazionale                         |
| 2016 | Giochi olimpici  | Rio de Janeiro | Salto con l'asta | 6ª        | 4,70 m      |                                          |
| 2017 | Mondiali         | Londra         | Salto con l'asta | 11ª       | 4,45 m      |                                          |
| 2019 | Mondiali         | Doha           | Salto con l'asta | 18ª (q)   | 4,55 m      | Miglior prestazione personale stagionale |